# Стариков, Александр Васильевич
Александр Васильевич Стариков (1906—2003) — советский инженер-конструктор и учёный в области создания систем управления ракетно-космической техники, участник создания и запуска первого искусственного спутника Земли, участник Советской лунной программы, доктор технических наук (1958). Лауреат Ленинской премии (1957).

## Биография
Родился 29 августа 1906 года в городе Курске.

### Участие в Великой Отечественной войне
А. В. Стариков был участником Великой Отечественной войны в звании старшего техника-лейтенанта.

### ВНИИ-885и создание ракетно-космической техники
С 1946 по 1961 год на научно-исследовательской работе в Специальном конструкторском бюро Научно-исследовательском институте №885 Министерства промышленности средств связи СССР под руководством Н. А. Пилюгина и М. С. Рязанского в должностях: руководителем научно-исследовательской группы и лаборатории, с 1953 по 1961 год — начальник отдела и заместитель главного конструктора по системам управления, был одним из разработчиков автономных систем управления для различных баллистических ракет.
А. В. Стариков являлся участником разработки радиотехнических систем управления для первой баллистической ракеты «Р-1», за основу которой была взята ракета A4 («Фау-2») немецкого конструктора Вернера фон Брауна. В 1956 году А. В. Стариков принимал участие в создании системы управления для жидкостной одноступенчатой баллистической ракеты средней дальности наземного базирования «Р-5». В 1957 году участвовал в создании и запуске первого искусственного спутника Земли, а так же в создании систем управления для последующих искусственных спутников Земли. 20 декабря 1958 года А. В. Старикову ВАК АН СССР как активному участнику создания искусственных спутников Земли  была присуждена без защиты диссертации учёная степень — доктор технических наук Старикову. А. В. Стариков был участником создания радиотехнических систем управления различных космических аппаратов для исследования околоземного пространства, автоматических межпланетных станций для изучения Луны — «Луна», для изучения Венеры — «Венера» и для изучения планеты Марс — «Марс» и космического пространства а так же для первых пилотируемых космических кораблей, предназначенных для пилотируемых полётов по околоземной орбите серии «Восток».
20 апреля 1956 года «закрытым» Указом Президиума Верховного Совета СССР   № 222451 «За создание и принятие на вооружение баллистической ракеты "Р-5М"» А. В. Стариков был награждён Орденом Трудового Красного Знамени.
18 декабря 1957 года «закрытым» Постановлением ЦК КПСС и СМ СССР № 1418-657 «За большие успехи в деле развития ракетной науки и техники и успешное создание и запуск в Советском Союзе первого искусственного спутника Земли и за разработку системы управления ракеты-носителя этого спутника» А. В. Стариков был удостоен Ленинской премии

### Смерть
Скончался 13 февраля 2003 года в Москве, похоронен на Донском кладбище.

## Награды
- Орден Трудового Красного Знамени (17.01.1961 — «за активное участие в подготовке и осуществлении полёта первого в мире космического корабля с человеком на борту»)
- Медаль «За трудовую доблесть» (20.12. 1951)
- Медаль «За победу над Германией в Великой Отечественной войне 1941—1945 гг.» (9.05.1945)
- Ленинская премия (18.12.1957)[1][2]